# James Farentino
James Farentino (n. 24 februarie 1938, New York City, New York, SUA – d. 24 ianuarie 2012, Los Angeles, California, SUA) a fost un actor american. A apărut în aproape 100 de roluri de televiziune, film și scenă, printre care Numărătoare inversă, Iisus din Nazareth și Dinastia.

## Carieră
Născut în Brooklyn, New York, Farentino a studiat în școlile locale, iar mai târziu a urmat studii de teatru și actorie la școala catolică.
În anii 1950 și anii 1960, a jucat pe scenă și a avut câteva roluri TV. Printre numeroasele sale apariții în televiziune, a jucat în 1964, alături de Efrem Zimbalist, Jr., în episodul „Super-Star” al serialului CBS The Reporter. A jucat în Alfred Hitchcock prezintă... alături de Vera Miles și John Carradine (episodul „Death Scene”). La începutul anului 1967, a apărut în serialul NBC western al lui Barry Sullivan, The Road West, în episodul „Reap the Whirlwind”. În 1969, a jucat alături de Patty Duke în filmul Me, Natalie. Farentino a fost unul dintre avocații din serialul NBC The Bold Ones (1969–1972), în care au mai apărut vedetele Burl Ives și Joseph Campanella. A avut două apariții în serialul de televiziune de antologie Night Gallery din anii 1970, o dată împreună cu soția sa de atunci Michele Lee („Since Aunt Ada Came to Stay - De când mătușa Ada a venit să stea”) și odată cu actrița Joanna Pettet („The Girl with the Hungry Eyes - Fata cu ochi înfometați”). Tot în 1970, Farentino a apărut ca Pick Lexington în The Men From Shiloh (numele reambalat al popularului serial TV western The Virginian) în episodul intitulat „The Best Man”. În 1973, a apărut în episodul „The Soft, Kind Brush” din serialul romantic de antologie Love Story. În anii 1970, a apărut la NBC în Cool Million.
În 1978, a fost nominalizat la premiul Emmy pentru cel mai bun actor în rol secundar într-o serie limitată sau film pentru interpretarea lui Simon Petru  în miniserialul Iisus din Nazareth. În 1980, Farentino a jucat în Numărătoare inversă (The Final Countdown) cu Kirk Douglas și Martin Sheen, iar apoi l-a jucat pe Juan Perón în filmul de televiziune Evita Perón din 1981. Farentino a apărut ca Frank Chaney în serialul ABC de scurtă durată din 1984 Blue Thunder, bazat pe filmul din 1983 cu același nume, cu Roy Scheider în rol principal. A jucat rolul Dr. Nick Toscanni în cel de-al doilea sezon din Dynasty din 1981 până în 1982. La sfârșitul anilor 1990, el a apărut ca tatăl înstrăinat al personajului principal Doug Ross în Spitalul de urgență. 

## Viață personală
Farentino a fost căsătorit cu:
- Elizabeth Ashley (1 septembrie 1962 – 1965; divorțat)[12]
- Michele Lee (20 februarie 1966 – 1982; divorțat); un copil, David (născut la 6 iulie 1969).
- Debrah Farentino (iunie 1985 – 1988; divorțat)
- Stella Farentino (3 august 1994 - moartea sa); Stella a cerut divorțul în 1998 din cauza „diferențelor ireconciliabile”, dar ulterior și-a retras cererea. Apoi, James însuși a cerut divorțul în ianuarie 2001, tot din cauza „diferențelor ireconciliabile”; cu toate acestea, cuplul a rămas căsătorit până la moartea lui.

Farentino a fost acuzat că și-a urmărit fosta iubită Tina Sinatra (cel mai mic copil al lui Frank Sinatra) în 1993. Împotriva lui a fost emis un ordin de restricție după ce a depus o pledoarie de nolo contendere.
Farentino a fost arestat la Vancouver, Columbia Britanică, la 23 iulie 1991, după ce Canada Customs a interceptat un pachet care conținea 3,2 g de cocaină care trebuia livrat în camera sa de hotel. Se afla în oraș, la turnarea filmului de televiziune Miles from Nowhere. El a fost acuzat de deținere de cocaină și eliberat pe cauțiune.
În 2010, Farentino a fost arestat de un cetățean sub suspiciunea de agresiune. Farentino a fost luat în custodie și dus la secția de la Hollywood a Departamentului de Poliție din Los Angeles înainte de a fi eliberat în dimineața următoare, după ce a depus o cauțiune de 20.000 de dolari americani.

## Moarte
La 24 ianuarie 2012, Farentino a murit din cauza complicațiilor apărute în urma unei fracturi la șoldul drept, la Cedars-Sinai Medical Center din Los Angeles, California, în urma unei lungi boli. Avea 73 de ani.

## Filmografie (selecție)
- Violent Midnight (1963) - Charlie Perone
- Ensign Pulver (1964) - Insigna
- The War Lord (1965) - Marc
- The Pad and How to Use It (1966) - Ted
- The Ride to Hangman's Tree (1967) - Matt Stone
- Banning (1967) - Chris Patton
- Rosie! (1967) - David Wheelright
- Me, Natalie (1969) - David Harris
- Story of a Woman (1970) - Bruno Cardini
- The Longest Night (1972, film TV) - John Danbury
- The Elevator (1974, film TV) - Eddie Holcomb
- Iisus din Nazareth (1977, miniserial TV) - Simon Petru
- The Possessed (1977, film TV) - Kevin Leahy
- Numărătoare inversă (1980) - Cdr. Richard Owens / Mr.Tideman
- Evita Perón (1981, film TV) - Juan Peron
- Dead & Buried (1981) - Șerif Dan Gillis
- Dynasty (1982–1983) - Dr. Nick Toscanni
- License to Kill (1984, film TV) - John Peterson
- Mary (1985) - Frank DeMarco
- Rand McNally's Hawaii VideoTrip (1986, gazdă)
- Sins (miniseries) (1986) - David Westfield
- Naked Lie (1989) - Jonathan Morris
- Alibi din dragoste (1989) - Frank Polito
- When No One Would Listen (1992) - Gary Cochran
- Deep Down (1994) - Joey
- Bulletproof (1996) - Capt. Jensen
- Termination Man (1998) - Cain
- Ultima lovitură (The Last Producer, 2000) - Poker Player
- Women of the Night (2001) - Sabatini